# Sent Roman de Tarn
Sant Roma de Tarn (en francès Saint-Rome-de-Tarn) és un municipi francès situat al departament de l'Avairon i a la regió d'Occitània.

## Demografia
| 1962                                       | 1968 | 1975 | 1982 | 1990 | 1999 | 2006 |
| ------------------------------------------ | ---- | ---- | ---- | ---- | ---- | ---- |
| 647                                        | 729  | 669  | 629  | 676  | 715  | 820  |
| Des de 1962: població sense dobles comptes |      |      |      |      |      |      |

## Administració
Els alcaldes del municipi han estat:
- 1892-1926 Henry Fabre
- 1926-1945 André Teyssier
- 1945-1977 Henri Merle
- 1977-1995 Pierre Montes
- 1995-2001 Bernard Martin
- 2001- Marcel Calmels